# Долни Томчевци
Долни Томчевци е село в Северна България. То се намира в община Трявна, Габровска област.
Към 1934 г. селото има 115 жители. В днешно време няма постоянно население. Влиза в землището на с. Бижовци.